# Galeata
Galeata är en ort och kommun i provinsen Forlì-Cesena i regionen Emilia-Romagna i Italien. Kommunen hade 2 500 invånare (2018).